# أحمد أباد غورك
أحمد أباد غورك (بالفارسية: احمدآباد گورک) هي قرية تقع في قسم جلغة تشاة هاشم الريفي (مقاطعة دلغان) في إيران. يقدر عدد سكانها بـ 939 نسمة .